# Il segreto del suo passato
Il segreto del suo passato (His Secret Past) è un film per la televisione del 2016 diretto da Randy Carter.

## Trama
La famosa scrittrice di gialli Jennifer Becker vive in una piccola cittadina costiera in California con la figlia Lily. Un giorno, mentre è fuori a correre, Lily viene aggredita da uno sconosciuto ma è salvata da un ragazzo misterioso di nome Mick. I due ragazzi iniziano ben presto a frequentarsi scatenando la gelosia di Scott, ex fidanzato di Lily, il quale inizia a sospettare che Mick nasconda qualcosa...